# Тілопо малазійський
Тілопо малазійський (Ptilinopus jambu) — вид голубоподібних птахів родини голубових (Columbidae). Мешкає в Південно-Східній Азії.

## Опис
Довжина птаха становить 23-27 см, вага 42 г. Верхня частина тіла переважно зелена, нижня частина тіла переважно біла. Махові пера темно-зелені, кінчик хвоста темно-сірий. У самців обличчя яскраво-малинове, у самиць тьмяніше. фіолетове. У самців підборіддя чорне, гузка шоколадно-коричнева, на грудях рожева пляма. У самиць нижня частина тіла зеленувата, живіт білуватий, гузка коричнева. Молоді самці набувають дорослого забарвлення у віці 39 тижнів, а до того подібні до самиць.

## Поширення і екологія
Малазійські тілопо мешкають на півдні Таїланду, на Малайському півострові, на Суматрі і Калімантані та на сусідніх островах. Імовірно, вимерли на Яві. Дуже рідко трапляються у Сінгапурі. Вони живуть в тропічних і мангрових лісах.

## Поведінка
Малазійські тілопо живуть поодинці або парами, іноді утворюють невеликі зграйки. Живляться плодами, яких споживають як на деревах, так і на землі. Гніздяться з листопада по лютий та в липні.

## Збереження
МСОП класифікує стан збереження цього виду як близький до загрозливого. Малазійським тілопо загрожує знищення природного середовища і лісові пожежі.